# Moroder (cognome)

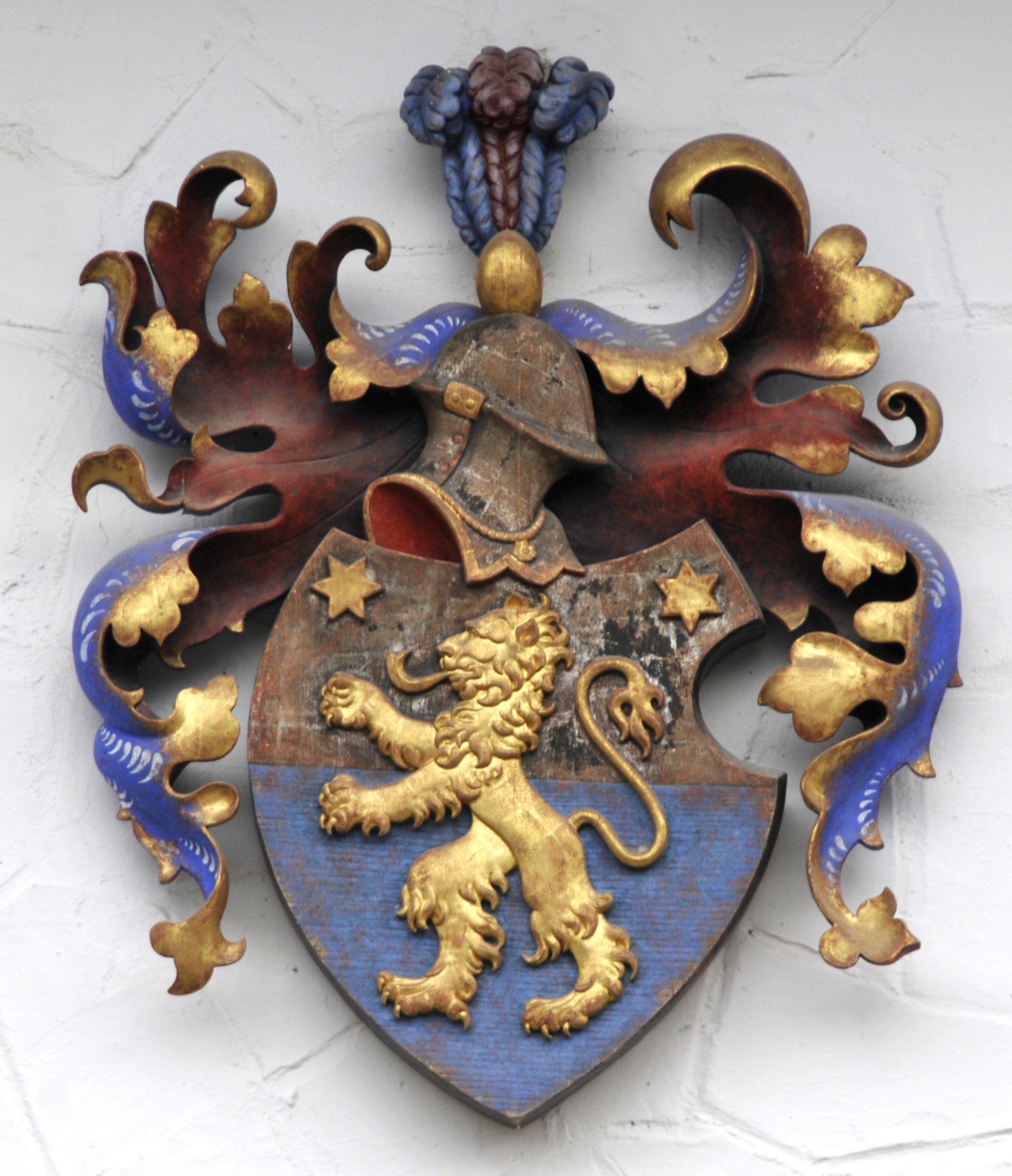
Stemma della famiglia Moroder

Moroder ([moˈrodɐr]) è un cognome della Val Gardena (provincia di Bolzano), presente quasi esclusivamente ad Ortisei. Le migrazioni, cominciate già nel Settecento, nell'ambito di una vasta rete di commerci operata dagli abitanti della Val Gardena, hanno distribuito il cognome anche altrove in Italia (Bolzano, Ancona, Pordenone) e all'estero a Valencia e Lione, e successivamente in Austria, Germania, Santiago del Cile, e negli Stati Uniti.
I Moroder di Ortisei, dei quali esistono più rami distinti dal maso o dalla casa di origine (Costamula, Lenert, Lusenberg, Resciesa, Doss, Cialian ecc.), sono conosciuti tradizionalmente come una famiglia di scultori del legno.
La famiglia Moroder ha dato tre sindaci alla città di Ancona: Carlo Moroder (sindaco dal 1897 al 1898); Augusto Moroder (dal 1904 al 1906), già capitano del 5º reggimento Lancieri di Novara; Riccardo Moroder (dal 1926 al 1939), poi senatore della XXX legislatura del Regno d'Italia.

## Persone
- Adele Moroder-Lenèrt (1887-1963), autrice di racconti in ladino;
- Albin Moroder (1922-2007), scultore;
- Alex Moroder (1922-2006), fondatore del Radio Ladin de Gherdëina;
- David Moroder, campione mondiale di slittino (argento 1961 Girenbad, bronzo 1959 Villard-de-Lans);
- Egon Moroder-Rusina (1949), pittore ed illustratore;
- Franz Moroder-Lenèrt (1847-1920), politico, primo sindaco di Ortisei;
- Giorgio Moroder (1940), compositore e musicista;
- Ignazio Moroder, pittore barocco che ha affrescato la Cappella della Madonna del Rosario (Castelnuovo Berardenga);
- Igor Moroder, liutaio a Verona;
- Leo Moroder-Doss, scultore a Buenos Aires[1];
- Karin Moroder (1974), fondista, medaglia di bronzo ai XVIII Giochi olimpici invernali;
- Johann Baptist Moroder-Lusenberg (1870-1932), scultore;
- Josef Moroder-Lusenberg (1846-1939), pittore;
- Ludwig Moroder (1879-1953), scultore;
- Petra Moroder (1968) sciatrice, vicecampionessa mondiale freestyle, specialista delle gobbe;
- Rudolf Moroder-Lenert (1877-1914), scultore;
- Vinzenz Moroder-Resciesa (1889-1980), scultore